# Electric Eye
Electric Eye – album DVD zespołu Judas Priest wydany w 2003 zawierający teledyski grupy, największe przeboje, a także zapis koncertu w Dallas w 1986 i występy na antenie stacji telewizyjnej BBC.

## Spis utworów

### Teledyski
1. "Living After Midnight" (1980)
2. "Breaking the Law" (1980)
3. "Don't Go" (1981)
4. "Heading Out to the Highway" (1981)
5. "Hot Rockin'" (1981)
6. "You've Got Another Thing Comin'" (1982)
7. "Freewheel Burning" (1984)
8. "Love Bites" (1984)
9. "Locked In" (1986)
10. "Turbo Lover" (1986)
11. "Johnny B. Goode" (1988)
12. "Painkiller" (1990)
13. "A Touch of Evil" (1990)

### Na żywo - Dallas, Texas 1986
1. "Out in the Cold"
2. "Locked In"
3. "Heading Out to the Highway"
4. "Breaking the Law"
5. "Love Bites"
6. "Some Heads Are Gonna Roll"
7. "The Sentinel"
8. "Private Property"
9. "Desert Plains"
10. "Rock You All Around the World"
11. "The Hellion/Electric Eye"
12. "Turbo Lover"
13. "Freewheel Burning"
14. "The Green Manalishi (With the Two-Pronged Crown)"
15. "Parental Guidance"
16. "Living After Midnight"
17. "You've Got Another Thing Comin'"
18. "Hell Bent for Leather"
19. "Metal Gods"

### Występy na antenie BBC
1. "Rocka Rolla" - Old Grey Whistle Test 25/4/75
2. "Dreamer Deceiver" - Old Grey Whistle Test 25/4/75
3. "Take on the World" - Top of The Pops 25/01/79
4. "Evening Star" - Top of The Pops 17/5/79
5. "Living After Midnight" - Top of The Pops 27/3/80
6. "United" - Top of The Pops 28/8/80

## Skład
- Rob Halford - śpiew, harmonijka ustna
- K.K. Downing - gitara, wokal wspierający
- Glenn Tipton - gitara, wokal wspierający
- Ian Hill - gitara basowa
- Scott Travis - perkusja